# Turmhügel Spanische Koppe
Der Turmhügel Spanische Koppe ist eine ehemalige mittelalterliche Turmhügelburg (Mottenanlage) auf der namensgebenden „Spanischen Koppe“ bei Bad Rodach im Landkreis Coburg in Bayern, Deutschland. Der Erhaltungszustand des Burgstalles ist nicht sehr gut, der Burghügel ist stark zergraben, die Ringwälle stellenweise unterbrochen. Geschichtlich ist über die Burg nichts bekannt, auch archäologische Funde sind nicht bekannt. Sie wird grob als mittelalterlich datiert. Heute ist die Stelle als Bodendenkmal D-4-5630-0003 „Mittelalterlicher Turmhügel“ vom Bayerischen Landesamt für Denkmalpflege erfasst. Unmittelbar östlich benachbart liegt ein weiteres Bodendenkmal einer vorgeschichtlichen Siedlung.

## Geografische Lage
Die heute vollständig bewaldete Burgstelle liegt südlich von Bad Rodach oder rund 1550 Meter westnordwestlich der evangelisch-lutherischen Pfarrkirche Sankt Marien in Gauerstadt auf dem Gipfel einer kleinen, vorgeschobenen und isoliert gelegenen Hügelkuppe, der sogenannten „Spanischen Koppe“. Die 366 m ü. NHN hohe Kuppe ist nur im Südwesten über einen kleinen Bergsattel mit der Hochfläche verbunden, der so eine Art natürlichen Halsgraben bildet, und fällt ansonsten allseitig steil ab. Von Norden her zieht ein Hohlwegbündel über den Sattel auf die Hochfläche. An der Südseite zieht sich ein Forstweg um den Burghügel und verläuft dann weiter nach Norden.

## Beschreibung
Der Kernburghügel der Hochmotte wurde nicht aufgeschüttet, sondern durch die Absteilung der Hügelkuppe errichtet. Der etwa ovale Burghügel hat einen Durchmesser von Norden nach Süden von 25 Meter und 12 Meter in Ostwestrichtung. Die Oberfläche des Burghügels ist heute stark zergraben. Der Burghügel fällt allseitig fünf Meter steil abgeböscht in einen Ringgraben ab. Diesem Graben ist außen ein Ringwall vorgelegt. Der Wall erreicht von der Grabensohle aus noch eine Höhe von 2,5 Meter. Der Ringwall ist unregelmäßig an mehreren Stellen unterbrochen, was wohl auf Materialentnahme zurückzuführen ist.
An der vom jenseits des Bergrückens gelegenen Vorgelände gefährdeten Westseite ist dem Ringwall unmittelbar ein zweiter Graben mit Außenwall vorgelegt. An der weniger gefährdeten Osthälfte ist der äußere Wallgraben nur als Berme um den Hügel geführt. An der Südwestseite der Burgstelle befindet sich vor dem äußeren Wall noch eine quadratische Vertiefung unbekannter Herkunft.